# Lothar Quinkenstein

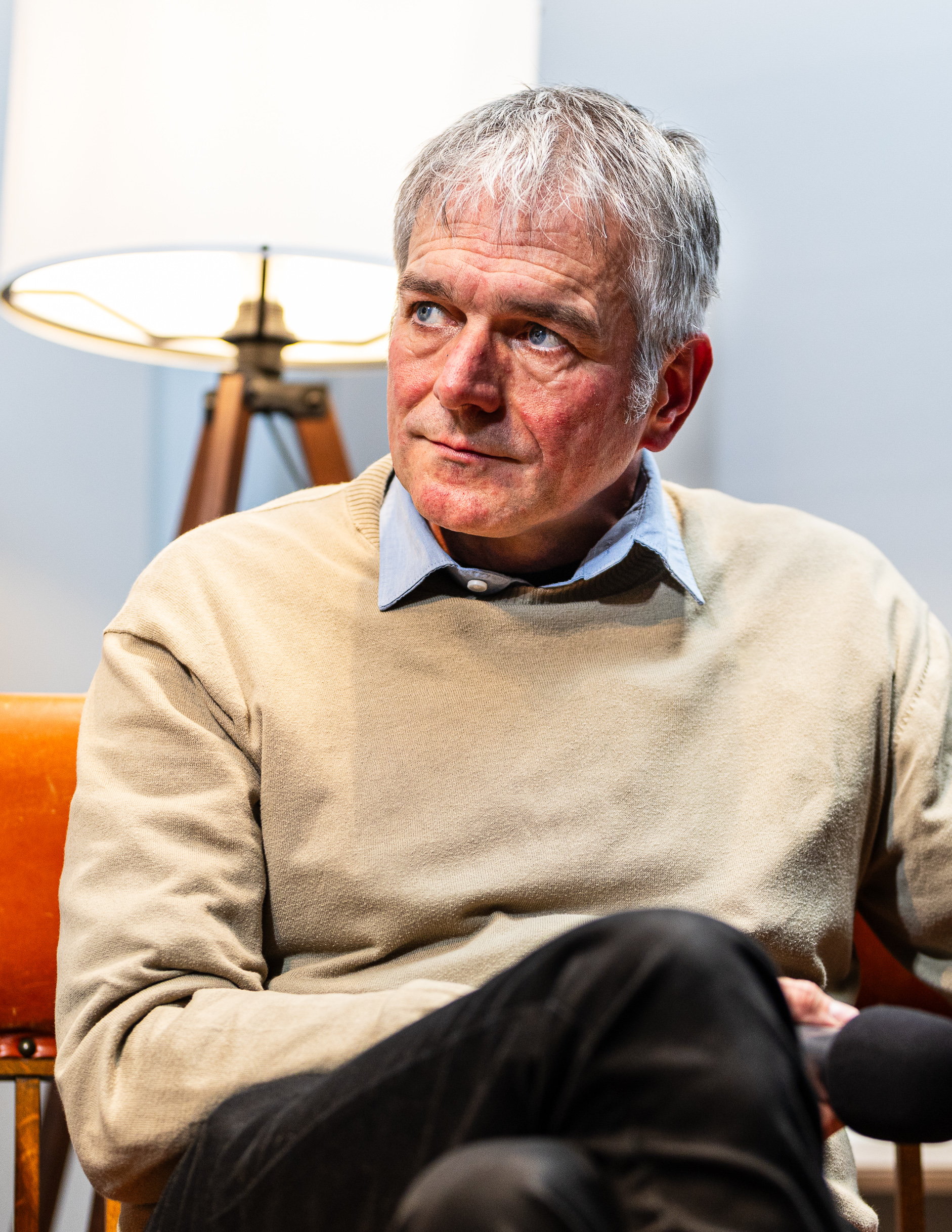
Lothar Quinkenstein, 2024

Lothar Quinkenstein (* 11. September 1967 in Bayreuth) ist ein deutscher Literaturwissenschaftler, Schriftsteller, Lyriker und Übersetzer aus dem Polnischen.

## Leben und Werk
Lothar Quinkenstein verbrachte Kindheit und Jugend im Saarland. Nach dem Abitur am Illtal-Gymnasium Illingen studierte er Germanistik und Ethnologie in Freiburg im Breisgau, 1993 arbeitete er als Deutschlehrer in St. Petersburg, 1994–1996 war er als Deutschlehrer am 1. Allgemeinbildenden Stanisław-Konarski-Lyzeum im südostpolnischen Mielec tätig. Nach der Promotion an der Adam-Mickiewicz-Universität zu Poznań bei Stefan Kaszyński trat er dort 1999 eine Stelle am Institut für Germanische Philologie an, wo er bis Herbst 2024 tätig war. 2012–2024 unterrichtete er im Rahmen der Interkulturellen Germanistik am Collegium Polonicum in Słubice. Dieser Studiengang wurde als gemeinsames Projekt der Europa-Universität Viadrina (Frankfurt/Oder) und der Adam-Mickiewicz-Universität zu Poznań eingerichtet und zum Ende des Sommersemesters 2024 ersatzlos gestrichen.
Quinkenstein verfasst Lyrik und Prosa, literaturwissenschaftliche Artikel, Buchbesprechungen, Studien. Er debütierte 1998 mit dem Erzählband Nervenharfe.
Lothar Quinkenstein lebte 1994–2011 in Polen, seit 2011 lebt er in Berlin.
In seinen Texten beschäftigt sich Quinkenstein vor allem mit deutsch-polnischen Themen, mit Perspektiven der Wahrnehmung Polens und Mitteleuropas, mit den west-östlichen Asymmetrien des Gedächtnisses im Hinblick auf den „zerbrechlichsten Teil des Westens“ (Milan Kundera) und mit Fragen der Erinnerung im deutsch-polnisch-jüdischen Kontext. Sein poetologisches Konzept kreist um das Bild des „Gegenortes“: in der Sprache des Bergbaus ein zweiter Stollenzugang, der von der „Gegenseite“ her ans Flöz getrieben wird. Die Erschließung der memorialen „Gegenorte“ führt vor Augen, was aus den westlich dominierten Narrativen ausgeschlossen wurde. „wer aber schrieb das flipper-lied?“ – heißt es in dem Gedicht „black box neunundachtzig“ (> Henryk Warszawski). Die Antwort auf diese Frage öffnet den breiten Horizont der zerstörten und (mehrfach) vergessenen Welten, die in den heutigen Landschaften nicht mehr zu finden sind.

## Einzeltitel
- Am Tag zuvor, am Tag danach. Essays und Erinnerungen, edition.fotoTAPETA, Berlin 2024.
- Die Brücke aus Papier. Sprachen der Bukowina (Lyrik), danube books, Ulm 2020.
- Wiesenzeit. Erzählung. Imprint Knischetzky im Röhrig Universitätsverlag, St. Ingbert 2020, ISBN 978-3-96227-012-4.
- Souterrain. Skizze für einen Roman. edition.fotoTapeta, Berlin 2019, ISBN 978-3-940524-78-2.
- Die Deckelmacher. Ein Bilderbogen. Imprint Knischetzky im Röhrig Universitätsverlag, St. Ingbert 2017, ISBN 978-3-96227-001-8.
- mitteleuropäische zeit. Gedichte. Lyrikedition 2000, München 2016, ISBN 978-3-940524-78-2. Rezension von Stefan Schmitzer.[2]
- Erinnerung an Klara Blum. Essays und Kritiken aus der Mitte Europas. Röhrig Universitätsverlag, St. Ingbert 2015, ISBN 978-3-86110-587-9. Rezension von Jaleh Ojan:
- gegenort. Gedichte. Lyrikedition 2000, München 2013.
- Tellurium. Roman. Neisse, Dresden 2013.
- Einige Momente Karls. LiteraturQuickie, Hamburg 2010.
- Beim Stimmen der Saiten. Gedichte aus zwölf Jahren in drei Zyklen, mit Papierarbeiten von Krzysztof P. Tomczak, Vorwort von Tanja Dückers. Geistkirch Verlag, Saarbrücken 2007.
- Hofkonzert. Gedichte für Kinder. Selbstverlag, 2005.
- Schnaps. Ein Zyklus in zwölf Sätzen. SuKuLTuR, Berlin 2005.
- Nervenharfe. Erzählungen. Gollenstein, Blieskastel 1998.

## Übersetzungen aus dem Polnischen
- Henryk Grynberg: Unkünstlerische Wahrheit. Ausgewählte Essays. Hentrich & Hentrich, Berlin 2014.
- Henryk Grynberg: Der Sieg. Drei Erzählungen (enthält die Erzählungen „Der jüdische Krieg“ (aus dem Polnischen von Vera Cerny), „Der Sieg“ und „Vaterland“ (aus dem Polnischen von Lothar Quinkenstein)). Hentrich & Hentrich, Berlin 2016.
- Brigitta Helbig-Mischewski: Engel und Schweine. freiraum-verlag, Greifswald 2016, ISBN 978-3-943672-91-6.
- Ludwik Hering: Spuren. Drei Erzählungen. edition.fotoTapeta, Berlin 2016, ISBN 978-3-940524-53-9.
- Władysław Panas: Das Auge des Zaddik. Röhrig, St. Ingbert 2018, ISBN 978-3-86110-670-8.
- Magdalena Parys: Der Magier. freiraum-verlag, Greifswald 2018, ISBN 978-3-96275-001-5.
- Ludwik Hirszfeld: Geschichte eines Lebens. Schöningh, Paderborn 2018, ISBN 978-3-506-78138-3 (Übersetzung gemeinsam mit Lisa Palmes).
- Henryk Grynberg: Flüchtlinge. Arco Verlag, Wien 2018, ISBN 978-3-938375-91-4.
- Olga Tokarczuk: Die Jakobsbücher. Kampa Verlag, Zürich 2019 (Übersetzung gemeinsam mit Lisa Palmes), ISBN 978-3-311-10014-0.
- Olga Tokarczuk: Die verlorene Seele. Kampa Verlag, Zürich 2019, ISBN 978-3-311-40001-1.
- Olga Tokarczuk: Die grünen Kinder. Bizarre Geschichten. Kampa Verlag, Zürich 2020, ISBN 978-3-311-10029-4.
- Olga Tokarczuk: Übungen im Fremdsein. Essays und Reden. Kampa Verlag, Zürich 2021 (Übersetzung gemeinsam mit Lisa Palmes und Bernhard Hartmann), ISBN 978-3-311-10075-1.
- Olga Tokarczuk: E.E. Roman. Kampa, Zürich 2024, ISBN 978-3-31-110139-0.

## Aufsätze, essayistisch-kritische Beiträge (Auswahl)
- Flipper: Betrachtung einer Gedächtnislandschaft.
- Wolhynien liegt am Bodensee: Schwierigkeiten beim Betrachten einer Begeisterung. Essay.
- Brief an Hirsch Glik Essay.
- Fremde der Heimat – Heimat der Fremde. Gedanken zum polnischen Meridian Berlins. In: Dialog. Deutsch-Polnisches Magazin, 110, 2014/2015, S. 92–97.
- Jerusalem als intrigante Gurke. Eine Relektüre von Christine Nöstlingers Kinderbuchklassiker „Wir pfeifen auf den Gurkenkönig“. interjuli, 02, 2013, S. 77–91.
- Wer ist aus wessen Vaterland? Polnischer Patriotismus – jüdischer Messianismus. Überlegungen zu einer schwierigen Beziehung. Convivium, Germanistisches Jahrbuch Polen. DAAD, Bonn 2011 ISSN 2196-8403 S. 201–236 Volltext.
- Holocaust im Abendlicht. Zur Problematik von Erinnerung und Verdrängung in Hermann Lenz' erzählerischem Triptychon „Das doppelte Gesicht“. Convivium. DAAD, Bonn 2008, S. 221–239 Volltext.
- Die Freiheit zu blühen. Überlegungen zu Paul Celans Gedicht „Psalm“. Convivium. DAAD, Bonn 2003, S. 177–189 (nicht online).
- Entsiegelte Geschichte. Zur Bildfunktion der Stadt Danzig in der polnischen Gegenwartsliteratur unter Berücksichtigung der Wirkungsgeschichte von Günter Grass. Convivium, DAAD, Bonn 1998, S. 209–221 (nicht online).

## In Anthologien (Auswahl)
- Axel Kutsch (Hrsg.): Versnetze_zwei. Deutschsprachige Lyrik der Gegenwart. 2009.
- Axel Kutsch (Hrsg.): An Deutschland gedacht. Lyrik zur Lage des Landes. Deutschsprachige Lyrik der Gegenwart. 2009.
- Lisa Palmes[3], Marcin Piekoszewski, Lothar Quinkenstein (Hrsg.): PeriGraphien. Europas Ränder – Europas Mitte. Debora Vogel, Itzik Manger, Arnold Słucki  Gespräche im buch|bund. Konzeption: Lothar Quinkenstein. Buchbund, Berlin 2016.

## Herausgeberschaft
Lothar Quinkenstein ist Initiator und – zusammen mit Prof. Dr. Sascha Feuchert und Ewa Czerwiakowski – Mitherausgeber der im Wallstein Verlag erscheinenden Reihe Bibliothek der polnischen Holocaustliteratur.
Bisher erschienen:
- Bd. 1: Bogdan Wojdowski: Brot für die Toten. Roman. Aus dem Polnischen von Henryk Bereska. Wallstein Verlag, Göttingen 2020. Mit einem Nachwort von Lothar Quinkenstein. ISBN 978-3-8353-3817-3.
- Bd. 2: Bogdan Wojdowski: Ein kleines Menschlein, ein stummes Vögelchen, ein Käfig und die Welt. Erzählungen. Aus dem Polnischen von Karin Wolff und Lothar Quinkenstein. Wallstein Verlag, Göttingen 2021. Mit einem Nachwort von Lothar Quinkenstein. ISBN 978-3-8353-5056-4.
- Bd. 3: Henryk Grynberg: Kinder Zions. Dokumentarische Erzählung. Wallstein Verlag, Göttingen 2022. Aus dem Polnischen von Roswitha Matwin-Buschmann. Mit einem Nachwort von Ewa Czerwiakowski und Lothar Quinkenstein. ISBN 978-3-8353-5282-7.
- Bd. 4: Leopold Buczkowski: Der schwarze Bach. Roman. Wallstein Verlag, Göttingen 2023. Aus dem Polnischen übersetzt und mit einem Nachwort versehen von Katarzyna Śliwińska. ISBN 978-3-8353-5426-5.

## Publikationen in Zeitschriften
- Sinn und Form, Aurora, Krautgarten, Ort der Augen, Ostragehege, Palmbaum; AKANT, Borussia, Czas Kultury, Gazeta Malarzy i Poetów, Miasteczko Poznań, Prowincja, radar.

## Stipendien
- 2008, 2009, 2010: Stipendiat der Denkmalschmiede Höfgen, Kaditzsch
- 2007: Stipendiat des Saarlandes im Künstlerhaus Schloss Wiepersdorf
- 2005, 2006, 2015, 2016: Stipendiat der Kulturstiftung der Länder in der Villa Decius, Krakau

## Auszeichnungen
- Jabłonowski-Preis, 2017
- Spiegelungen-Preis für Lyrik, 2017
- Karl-Dedecius-Preis, 2024